# 蓝带啤酒
蓝带啤酒（Pabst Blue Ribbon），是美国啤酒品牌，由德国酿酒师Pabst（Frederick Pabst）创始于1844年。
蓝带啤酒总部位于美国威斯康星州。中国生產廠則于1990年11月于中华人民共和国广东省肇庆市建成投产。中国國內生產的藍帶啤酒只限於內地銷售。而香港和其他東南亞地區的藍帶啤酒均由美国原裝進口。

## 得名来源
因为当时人习惯在酒樽和酒桶上绑上一条蓝丝带，美国人遂称之为蓝带啤酒。